# نبرد میریوکیفالون
نبرد میریوکیفالون در ربیع‌الاول ۵۷۲ ه.ق. (سپتامبر ۱۱۷۶ م.) میان سپاه سلجوقیان روم به رهبری قلیچ ارسلان و امپراتوری بیزانس تحت امر مانوئل کومننوس به وقوع پیوست و با پیروزی قاطع سلجوقیان خاتمه یافت.
پس از مرگ مسعود سلجوقی، پسرش قلیچ ارسلان به تخت نشست. برادرش ملکشاه شورش کرد و یاغی‌بسان دانشمندی به حمایت او برخاست. مانوئل کومننوس نیز با نورالدین زنگی علیه او متحد شد. قلیچ ارسلان ابتدا با بیزانس صلح کرد؛ سپس دانشمندیان و ملکشاه را شکست داد. مانوئل تقاضا کرد بخشی از زمین‌های دانشمندیه به روم داده شود؛ ولی پس از مخالفت قلیچ ارسلان، نیروهایش را عازم قلمرو او کرد. این نیروها در نیکسار از سلجوقیان شکست خوردند و فرماندهٔ آنان واتاتز اسیر و گردن زده شد. امپراتور خشمگین شد و در رأس سپاهی بزرگ به سوی نبرد با سلاجقه شتافت. لشکر سلجوقی در گردنهٔ سلطان‌داغ در منطقه‌ای به نام میریوکیفالون، نیروهای بیزانسی را غافلگیر کردند. مانوئل کومننوس از صحنه گریخت و بسیاری از نیروهای او کشته یا اسیر شدند.
پس از این نبرد، امپراتوری بیزانس از تصرف آناتولی ناامید شد، قلیچ ارسلان با فردریک بارباروسا که رهبر لشکر صلیبیون سوم بود، صلح کرد و جایگاهش نزد خلفای عباسی بالاتر رفت.